# Most Żabia Ścieżka
Most Żabia Ścieżka (Kładka Żabia, niem. Margaretensteg Brücke) – most drogowy (kategoria drogowa – 1) położony we Wrocławiu, stanowiący przeprawę nad rzeką Oławą.
Most zlokalizowany jest w ciągu ulicy Żabia Ścieżka. Zapewnia komunikację pomiędzy Przedmieściem Oławskim (położonym na lewym brzegu rzeki, od ul. gen. Romualda Traugutta) i częścią Rakowca (położoną na prawym brzegu rzeki). Most ten wybudowany został w 1931 roku. Przy lewym przyczółku mostu położone jest Lądowisko Lotniczego Pogotowia Ratunkowego. Poniżej mostu znajduje się Jaz Małgorzata z przepompownią.
Konstrukcja mostu to trzy przęsła wykonane w technologii żelbetowej. Nawierzchnia jezdni wykonana została z asfaltobetonu, a chodników z asfaltu. Całkowita długość mostu wynosi 43,25 m, szerokość 6,06 m, w tym 2,52 m to jezdnia, oraz dwa chodniki o szerokości 1,7 m każdy, położone po obu stronach mostu.